# Pałecznikowce
Pałecznikowce (Caliciales Bessey) – rząd grzybów z typu miseczniaków (Lecanoromycetes).

## Systematyka
Pozycja w klasyfikacji według Index FungorumLecanoromycetidae, Lecanoromycetes, Pezizomycotina, Ascomycota, Fungi.
TaksonomiaWedług aktualizowanej klasyfikacji Index Fungorum bazującej na Dictionary of the Fungi do rzędu tego należą rodziny:
- Caliciaceae Chevall. 1826 – pałecznikowate
- Physciaceae Zahlbr. 1898 – obrostowate[2].

Nazwy polskie według W. Fałtynowicza.